# صواريخ الكتف

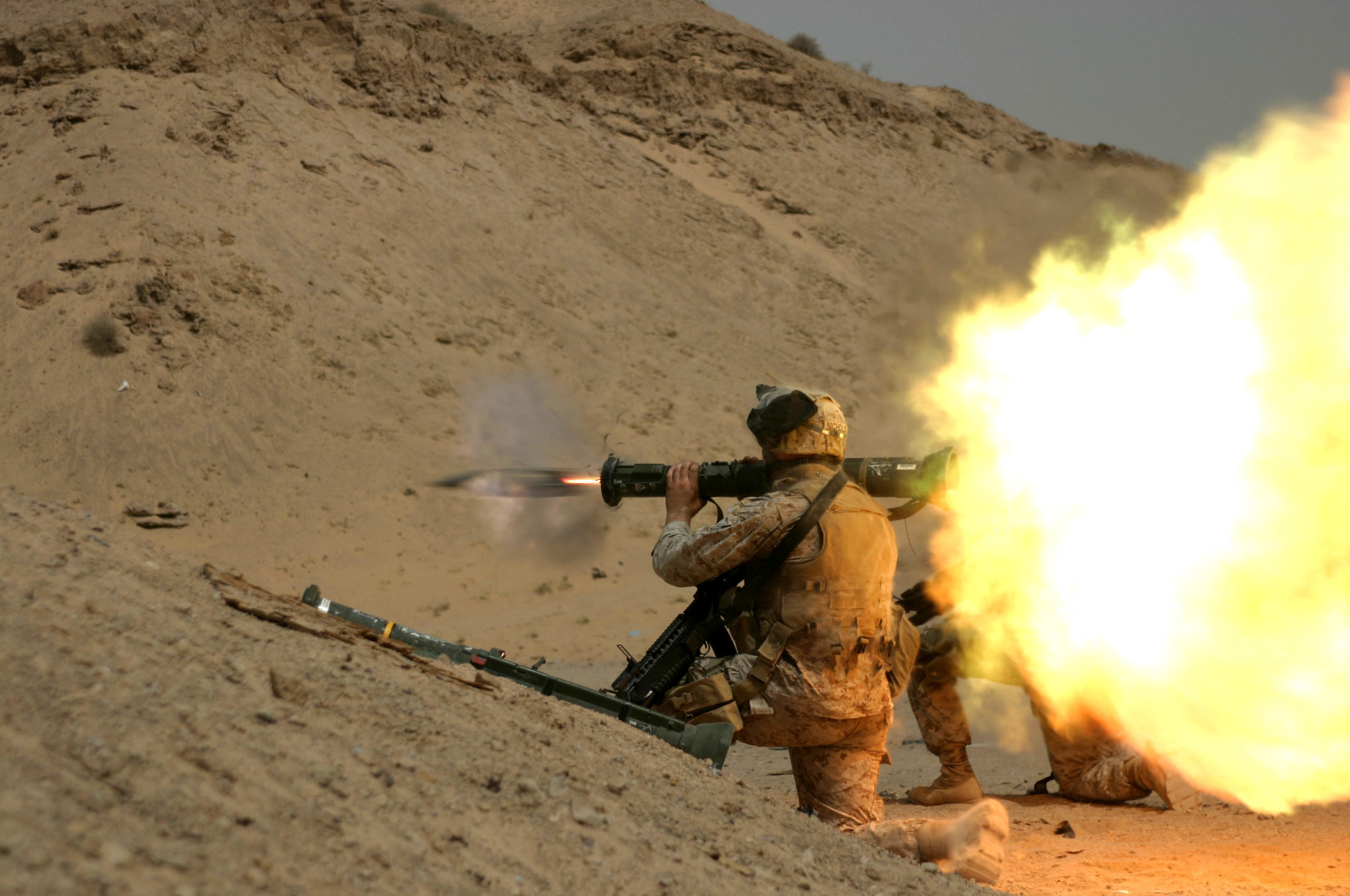
صاروخ سويدي الصنع

صواريخ تطلق من على الكتف هي صواريخ محمولة تطلق على هدف صغير بما يكفي ليحملها شخص واحد. ويشمل جميع الأنواع الموجهة الحرارية وغير الموجهة.
هناك نوعان من الأسلحة التي تطلق من على الكتف. الأولى هي بندقية عديمة الارتداد، والتي هي في الأساس أنبوبة مفتوحة. عندما تطلق القذيفة، تخرج الغازات الحارقة من الجزء الخلفي للسلاح التي نتجت عن إطلاق القذيفة.